# مخمصه (فیلم ۱۹۲۴)
مخمصه (انگلیسی: Hot Water) یک فیلم کمدی به کارگردانی فرد سی. نیومیر و سام تیلور است که در سال ۱۹۲۴ منتشر شد.
از بازیگران آن می‌توان به هارولد لوید، جوبینا رالستون، چارلز استیونسون، میکی مک‌بن و جوزفین کرول اشاره کرد.